# Рафаиловићи
Рафаиловићи је насељено мјесто у општини Будва у Црној Гори. Према попису из 2023. било је 875 становника.

## Демографија
У насељу Рафаиловићи живи 149 пунолетних становника, а просечна старост становништва износи 36,5 година (36,3 код мушкараца и 36,7 код жена). У насељу има 67 домаћинстава, а просечан број чланова по домаћинству је 2,94.
Становништво у овом насељу веома је хетерогено, а у последња три пописа, примећен је пораст у броју становника.
|  |

| Демографија | Демографија | Демографија |
| Година      | Становника  | Становника  |
| ----------- | ----------- | ----------- |
|             |             |             |
|             |             |             |
|             |             |             |
|             |             |             |
| 1948.       | 76          |             |
| 1953.       | 85          |             |
| 1961.       | 100         |             |
| 1971.       | 116         |             |
| 1981.       | 129         |             |
| 1991.       | 147         | 138         |
| 2003.       | 214         | 197         |
|             |             |             |

| Етнички састав према попису из 2003.‍ | Етнички састав према попису из 2003.‍ | Етнички састав према попису из 2003.‍ | Етнички састав према попису из 2003.‍ | Етнички састав према попису из 2003.‍ |
| ------------------------------------ | ------------------------------------ | ------------------------------------ | ------------------------------------ | ------------------------------------ |
|                                      |                                      |                                      |                                      |                                      |
| Срби                                 | Срби                                 |                                      | 121                                  | 61,42%                               |
| Црногорци                            | Црногорци                            |                                      | 41                                   | 20,81%                               |
| Југословени                          | Југословени                          |                                      | 1                                    | 0,50%                                |
| непознато                            | непознато                            |                                      | 0                                    | 0,0%                                 |

| Година пописа     | 1948. | 1953. | 1961. | 1971. | 1981. | 1991. | 2003. |
| ----------------- | ----- | ----- | ----- | ----- | ----- | ----- | ----- |
| Број домаћинстава | 23    | 23    | 28    | 28    | 45    | 53    | 71    |

| Број чланова      | 1  | 2  | 3 | 4 | 5  | 6 | 7 | 8 | 9 | 10 и више | Просек |
| ----------------- | -- | -- | - | - | -- | - | - | - | - | --------- | ------ |
| Број домаћинстава | 67 | 21 | 9 | 8 | 16 | 8 | 5 | 0 | 0 | 0         | 0      |

| Пол    | Укупно | Неожењен/Неудата | Ожењен/Удата | Удовац/Удовица | Разведен/Разведена | Непознато |
| ------ | ------ | ---------------- | ------------ | -------------- | ------------------ | --------- |
| Мушки  | 73     | 26               | 45           | 1              | 1                  | 0         |
| Женски | 83     | 25               | 48           | 10             | 0                  | 0         |
| УКУПНО | 156    | 51               | 93           | 11             | 1                  | 0         |

| Пол    | Укупно                    | Пољопривреда, лов и шумарство | Рибарство                            | Вађење руде и камена | Прерађивачка индустрија       |
| ------ | ------------------------- | ----------------------------- | ------------------------------------ | -------------------- | ----------------------------- |
| Мушки  | 34                        | 0                             | 0                                    | 0                    | 0                             |
| Женски | 22                        | 0                             | 0                                    | 0                    | 0                             |
| УКУПНО | 56                        | 0                             | 0                                    | 0                    | 0                             |
| Пол    | Производња и снабдевање   | Грађевинарство                | Трговина                             | Хотели и ресторани   | Саобраћај, складиштење и везе |
| Мушки  | 1                         | 1                             | 2                                    | 14                   | 2                             |
| Женски | 0                         | 0                             | 2                                    | 12                   | 1                             |
| УКУПНО | 1                         | 1                             | 4                                    | 26                   | 3                             |
| Пол    | Финансијско посредовање   | Некретнине                    | Државна управа и одбрана             | Образовање           | Здравствени и социјални рад   |
| Мушки  | 0                         | 2                             | 4                                    | 1                    | 2                             |
| Женски | 0                         | 1                             | 1                                    | 2                    | 0                             |
| УКУПНО | 0                         | 3                             | 5                                    | 3                    | 2                             |
| Пол    | Остале услужне активности | Приватна домаћинства          | Екстериторијалне организације и тела | Непознато            | Непознато                     |
| Мушки  | 4                         | 0                             | 0                                    | 1                    | 1                             |
| Женски | 0                         | 0                             | 0                                    | 3                    | 3                             |
| УКУПНО | 4                         | 0                             | 0                                    | 4                    | 4                             |